# Drakbåts-EM för landslag 2017
Drakbåts-EM för landslag 2017 anordnades av ECA i Szeged i Ungern den 6–9 juli. Distanserna var 200 meter, 500 meter och 2 000 meter. Det tävlades i dam-, mixed- och open-klasser på junior-, senior- och master-nivå.

## Medaljtabell
| Pl.    | Nation   | Guld | Silver | Brons | Totalt |
| ------ | -------- | ---- | ------ | ----- | ------ |
| 1      | Ryssland | 15   | 0      | 1     | 16     |
| 2      | Ungern   | 9    | 8      | 8     | 25     |
| 3      | Ukraina  | 5    | 12     | 5     | 22     |
| 4      | Italien  | 1    | 4      | 6     | 11     |
| 5      | Tyskland | 0    | 4      | 5     | 9      |
| 6      | Sverige  | 0    | 2      | 0     | 2      |
| 7      | Rumänien | 0    | 0      | 5     | 5      |
| Totalt | Totalt   | 30   | 30     | 30    | 90     |

## Medaljsammanfattning 20-manna

### Senior
| Klass                 | Guld     | Silver  | Brons    |
| 200m, senior herrar   | Ryssland | Ukraina | Italien  |
| 500m, senior herrar   | Ryssland | Ukraina | Ungern   |
| 2 000m, senior herrar | Ukraina  | Ungern  | Ryssland |
| 200m, senior mixed    | Ryssland | Ukraina | Ungern   |
| 500m, senior mixed    | Ryssland | Ukraina | Ungern   |
| 2 000m, senior mixed  | Ungern   | Ukraina | Italien  |

### Master 40+
| Klass                     | Guld    | Silver   | Brons    |
| 200m, master 40+ herrar   | Ungern  | Ukraina  | Rumänien |
| 500m, master 40+ herrar   | Ukraina | Ungern   | Rumänien |
| 2 000m, master 40+ herrar | Ungern  | Ukraina  | Rumänien |
| 200m, master 40+ mixed    | Ungern  | Tyskland | Rumänien |
| 500m, master 40+ mixed    | Ungern  | Tyskland | Italien  |
| 2 000m, master 40+ mixed  | Ungern  | Tyskland | Rumänien |

## Medaljsammanfattning 10-manna

### Senior
| Klass                 | Guld     | Silver  | Brons    |
| 200m, senior herrar   | Ryssland | Italien | Ukraina  |
| 500m, senior herrar   | Ryssland | Italien | Ukraina  |
| 2 000m, senior herrar | Ryssland | Ukraina | Ungern   |
| 200m, senior damer    | Ryssland | Ungern  | Tyskland |
| 500m, senior damer    | Ryssland | Ukraina | Ungern   |
| 2 000m, senior damer  | Ryssland | Ukraina | Ungern   |
| 200m, senior mixed    | Ryssland | Ukraina | Tyskland |
| 500m, senior mixed    | Ryssland | Ungern  | Ukraina  |
| 2 000m, senior mixed  | Ryssland | Italien | Ungern   |

### Master 40+
| Klass                     | Guld     | Silver   | Brons    |
| 200m, master 40+ herrar   | Ryssland | Ungern   | Ukraina  |
| 500m, master 40+ herrar   | Ryssland | Ukraina  | Ungern   |
| 2 000m, master 40+ herrar | Ukraina  | Ungern   | Italien  |
| 200m, master 40+ damer    | Ungern   | Italien  | Tyskland |
| 500m, master 40+ damer    | Ungern   | Tyskland | Italien  |
| 2 000m, master 40+ damer  | Italien  | Ungern   | Tyskland |
| 200m, master 40+ mixed    | Ukraina  | Ungern   | Italien  |
| 500m, master 40+ mixed    | Ukraina  | Sverige  | Tyskland |
| 2 000m, master 40+ mixed  | Ungern   | Sverige  | Ukraina  |